# ويليام بروكتر
ويليام بروكتر (بالإنجليزية: William Procter)‏ ـ (7 ديسمبر 1801 ـ 4 أبريل 1884) هو صانع شموع ورجل صناعة أمريكي، إنجليزي المولد. اشترك مع عديله جيمس غامبل سنة 1837 في تأسيس شركة بروكتر وغامبل التي حملت اسميهما.
في سنة 1832، هاجر بروكتر إلى سينسيناتي بولاية أوهايو، حيث تزوج من أوليفيا نوريس، وأسس شركة خاصة به، قبل أن يتحد مع عديله جيمس غامبل ـ بناء على اقتراح حميهما ألكسندر نوريس ـ ليؤسسا الشركة التي حملت اسميهما.
تولى ابنه ويليام ألكسندر بروكتر وحفيده ويليام كوبر بروكتر رئاسة الشركة فيما بعد.
توفي ويليام بروكتر في سينسيناتي في 4 أبريل 1884، ودُفن فيها في مقبرة سبرينغ غروف، التي دُفن فيها لاحقًا شريكه جيمس غامبل.